# Тимофеев, Фёдор Васильевич
Федор Васильевич Тимофеев (июнь 1811, Погожее, Курская губерния — 4 ноября 1895, Яготин, Яготинский район) — русский офицер, герой Крымской войны.

## Биография
Родился в июне 1811 года в селе Погожее (по другим источникам в 1813 году, в селе Верховья Лисьего Колодезя) Тимского уезда, Курской губернии в семье однодворца «по предкам из дворян» Василия Васильевича Тимофеева и дворянки Татьяны Степановны Щиголевой.
По окончании курса наук в Воронежском военно-сиротском отделении вступил в службу в 1-й учебный Карабинерный полк рядовым 6 сентября 1831 года, затем 29 мая 1836 года переведён в Новгородский Гарнизонный батальон.
В апреле 1837 года получает чин унтер-офицера с переводом в Демьянскую Инвалидную команду (роту), из которой направляется в Санкт-Петербургский Гарнизонный батальон.
Произведён в прапорщики в 1838 году, а затем и подпоручик Курского Гарнизонного батальона 20 сентября 1842 года, переведён начальником Обоянской Конно-этапной команды в город Обоянь 5 июля 1843 г.
«За исправный отвод рекрутской партии от Курска в г.Таганрог в резервную дивизию отдельного Кавказского корпуса 300 человек получил высочайшую награду 42 р. 25 коп. серебром о чём объявлено в приказе по корпусу внутренней стражи 8 октября 1843 года».
Произведён в поручики 11 июля 1846 года и в чин штабс-капитана 13 июня 1850 года. Высочайшим приказом, в мае 1853 года, по прошению от службы уволен по домашним обстоятельствам капитаном «с мундиром и пансионом одной трети жалования по 53 р. 33 коп. в год».

### Крымская война
В Крымскую кампанию вновь вступил на службу 23 февраля 1855 года в 42-ю Тимскую дружину Курского государственно подвижного ополчения (воевавшую близ речки Кача) в чине капитана (зам. командира дружины — командир 1-й роты). Дружина по прибытии в Севастополь была распределена главнокомандующим войсками в Крыму князем М. Д. Горчаковым, нести боевой дозор на побережье Чёрного моря северо-западнее г. Севастополя от Константиновской казематированной батареи до пос. Кача, вместе с канонирами пешей артиллерии гарнизона. Задача у двух курских дружин состояла в том, чтобы не допустить высадки неприятельского десанта в тыл русских войск на Северной стороне Севастополя.
Однако по личной просьбе переведен на передовую и Высочайшим приказом определён в 47-ю Обоянскую дружину Курского Государственного подвижного ополчения, прикомандированную к 22-му Якутскому пехотному полку на III-й бастион оборонительной дистанции Севастополя под начальством командира дружины И. А. фон Аммерса. С середины августа 1855 года дружина воевала в центральной части III-го бастиона (2 роты) и основная её часть защищала батарею Будищева и Яновского на левом фланге бастиона с героическим и легендарным батальонами Якутского и Суздальского полков,.
В Севастопольском гарнизоне на Северной стороне состоял с 4 по 28 августа 1855 года, служил на III-м бастионе (на Бомборской высоте).
Героически участвовал в бою при отбитии штурма Севастополя англо-французскими войсками 27 августа 1855 года на батарее Будищева вместе с 47-й Обоянской дружиной — «проявив пример самоотверженной храбрости и подвига над превосходящими силами противника».
После Крымской войны, будучи командиром дружины, расформировал подотчетную ему 42-ю Тимскую дружину Курского Государственного подвижного ополчения по возвращении в г. Тим.
По выборам дворянства вступил в Обоянский уездный суд Старшим дворянским заседателем 11 февраля 1859 г., а затем и городской голова Городской Думы Старооскольского уезда, проживал в собственном имении-хуторе Хмелевой Колодезь Тимского уезда.
Указом Курского губернского Правления от 31 августа 1863 г. № 12483 назначен Становым приставом 3-го стана Обоянского уезда 1863 г.,
24 декабря 1864 года от службы уволен в отставку согласно прошению и причислен к штату чиновников Губернского Правления.
Продолжал служить в Курской губернии и в степенном возрасте, до 1882 года председательствовал в Сиротском суде в Старом Осколе.
Скончался 4 ноября 1895 года в семье дочери в волостном г. Яготин, Пирятинского уезда Полтавской губернии, захоронение утрачено.

## Награды

Личная печать Тимофеева Ф. В.

За расформированием Государственного подвижного ополчения от службы уволен 15 сентября 1856 г.
- Награждён серебряной медалью «За защиту Севастополя» на Георгиевской ленте

«не в зачет третным жалованием за отличие мужества и храбрость оказанное в дни штурма англо-французских войск»,
- 3 августа 1856 года награждён Орденом Св. Анны III степени с мечами и бантом,
- 12 августа 1857 года награждён Орденом Св. Станислава II степени

«за ратный подвиг в дни штурма и службу в Государственном подвижном ополчении»,
- отмечен Медалью «В память Восточной войны 1853—1856» на Георгиевской ленте

«в награду усердной ревностной службы в Государственном подвижном ополчении и в память»

## Семья
Женат на дочери губернского секретаря дворянке Прасковье Семеновне Ачкасовой, их совместные дети (всего 9 детей):
- Константин Федорович Тимофеев (р.22.10.1849 г.- ?), окончил Чугуевское пехотное юнкерское училище, подполковник 123-го пехотного Козловского полка[21], участник Русско-турецкой войны 1877—78 гг., награды: орден Св. Анны II ст., орден Св. Станислава II ст., имение с. Красниково, Троицкая волость, Обоянский уезд, Курская губерния[22]
- Евгений Федорович Тимофеев (р.12.12.1850 г.— 1916 г.?), окончил Чугуевское пехотное юнкерское училище, капитан 34-го пехотного Севского Его Императорского Высочества наследного принца Австрийского полка, участник Русско-турецкой войны 1877—78 гг., награжден орденом Св. Станислава III ст. c мечами и бантом «…за ратный подвиг в период Русско-Турецкой кампании 1877-78 гг.»[23]
- Александр Федорович Тимофеев (р.28.08.1853/5 г.-?), титулярный советник, кандидат права Московского университета,[24][25][26] награды: орден Св. Анны III ст.[27]
- Федор Федорович Тимофеев (р.17.02.1861 г.-?) землевладелец
- Елизавета Федоровна Ревердатто (03.02.1863 г.-1942 г.?)[28]

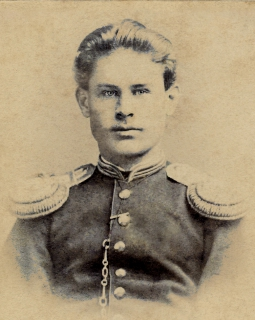
сын Евгений
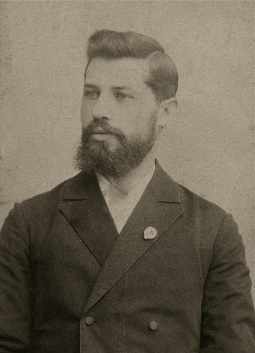
сын Александр
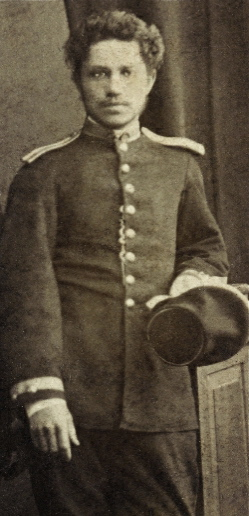
сын Константин, 1870-е гг.
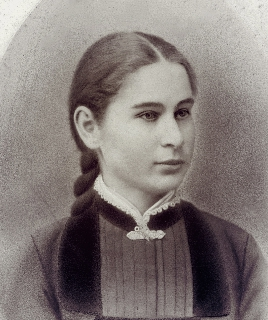
дочь Елизавета